# 白鳥省吾賞
白鳥省吾賞（しらとりせいご しょう）は、詩人 白鳥省吾の功績を顕彰することを目的に、宮城県栗原市が制定した詩の文学賞。

## 解説
「自然」「人間愛」をテーマとした詩にたいして、2000年2月に第1回白鳥省吾賞を授与して以降、毎年継続している。受賞は複数の選考委員の合議によって決定される。
白鳥省吾は宮城県築館村（現・栗原市築館）の出身で、大正初期から昭和期にかけて活動した日本詩壇を代表する民衆詩派の詩人。口語自由詩の発展につくしたほか、ウォルト・ホイットマンの研究なども行った。

## 最優秀賞受賞者
（回数／一般の部、小・中学生の部）
- 第1回／麦田 穣、平塚 和正
- 第2回／浅野 政枝、佐藤 晴香
- 第3回／川井 豊子、須藤 隆成
- 第4回／根木 実、遠藤 俊
- 第5回／安原 輝彦、小岩 巧
- 第6回／おぎ ぜんた、鈴木 隆真
- 第7回／上田由美子、坂井 泰法
- 第8回／エドワード ユーダイ、菅原　沙恵
- 第9回／中下 重美、大澤 友加
- 第10回／大澤 榮、菅原 力
- 第11回／川野 圭子、鈴木 裕哉
- 第12回／上野 健夫、佐藤 真悠
- 第13回／くりす たきじ、坂井 敏法
- 第14回／五藤 悦子、村上 恵璃華
- 第15回／草野 理恵子、菅原 蓮
- 第16回／花潜 幸、金森 悠夏
- 第17回／小野 光子、佐藤 麗菜
- 第18回／前田 新、水島 知周
- 第19回／高橋 英司、大前 陽菜子
- 第20回／みうら ひろこ、菅原 琉太
- 第21回／照井 良平、向井 陸
- 第22回／井上 尚美、山田 陽輝
- 第23回／為平 澪[1]、 蜂谷 杏琉
- 第24回／齋藤 茂登子、菅原 瞳美
- 第25回／大西 昭彦、中村 咲彩

## 関連サイト（外部リンク）
- 「自然」の詩、「人間愛」の詩。白鳥省吾賞（栗原市）
- 白鳥省吾記念館（栗原市）